# Libro de la invencion liberal y arte del juego del axedrez
Libro de la invencion liberal y arte del juego del axedrez (traduït: Llibre de la invenció liberal i l'art del joc dels escacs) és un dels primers llibres publicats sobre escacs moderns a Europa, després del llibre de 1512 de Pedro Damiano. Fou escrit pel capellà castellà Ruy López de Segura el 1561 i publicat a Alcalá de Henares.

## Detalls
El 1560 Ruy López va visitar Roma i va poder-hi llegir el llibre de Damiano. Com que no li va agradar, va decidir d'escriure'n un de millor. El llibre de Ruy López conté consells d'escacs en general, les regles del joc, i una discussió sobre l'origen del joc. També recomana algunes obertures, i critica les partides i anàlisis de Damiano. El llibre va ser traduït a l'italià el 1584 i al francès al segle xvii.
El llibre consta de quatre parts. La primera part parla sobre els escacs en general, en discuteix la història, i mostra les regles que s'usaven a l'època a la Corona de Castella: l'ofegat implicava la victòria per al jugador no ofegat; i un jugador també podria guanyar capturant totes les peces de l'oponent (excepte el rei). El llibre també presenta la regla dels cinquanta moviments. A la segona part, Ruy López introdueix la paraula gambit i dona alguns exemples d'obertures que no havien estat publicats anteriorment: el gambit de rei, algunes variants de l'obertura de l'alfil, i la que avui dia és coneguda com la defensa Steinitz de la Ruy López. Les dues darreres parts del llibre són crítiques contra les partides de Damiano. Després dels moviments 1.e4 e5 2.Cf3, Damiano pensava que 2... Cc6 era la millor jugada per les negres, mentre que Ruy López la considerava inferior a causa de 3.Ab5, la jugada constitutiva de l'obertura que és actualment coneguda com a Ruy López, a despit del fet que no fou ell qui la va inventar.